# سيمون يعقوب
سيمون يعقوب (9 يونيو 1989 - ) لاعب جودو من فلسطين. مثل فلسطين في الألعاب الأولمبية الصيفية 2016 في سباق 60 كلغم رجال، خرج من الجولة الأولى بواسطة اللاعب الفرنسي وليد خيار.

## روابط خارجية
- سيمون يعقوب على موقع JudoInside.com (الإنجليزية)
- سيمون يعقوب على موقع أوليمبيديا (الإنجليزية)